# 279 a.C.
Il 279 a.C. (CCLXXIX a.C. in numeri romani) è un anno  del III secolo a.C.

## Eventi
- Grecia
  - I Galati guidati da Brenno cercano di invadere la Grecia (v. Spedizioni celtiche nei Balcani) arrivando vicini a compiere il sacco di Delfi, ma sono respinti dalle forze coalizzate dei greci. Essi si ritirano verso Nord, attraversano il Bosforo e infine si installano nella regione dell'Asia Minore successivamente chiamata Galazia, dal nome del popolo.
  - I Focesi sono riammessi nella grande Lega anfizionica in seguito al loro contributo alla difesa di Delfi dai Celti, con gli auspici dell'emergente egemonia etolica.
- Roma
  - Battaglia di Ascoli di Puglia che vede l'esercito romano battuto da Pirro.
- Iceta, tiranno di Siracusa, viene cacciato da Tinione che si appropria del potere.
- Ariobarzane, figlio del re Mitridate I del Ponto, conquista Amasra.
- Vengono celebrati per la prima volta i giochi tolemaici ad Alessandria d'Egitto.

## Morti
- Antipatro Etesia, sovrano macedone antico
- Berenice I, regina macedone antica
- Publio Decio Mure, politico romano
- Tolomeo Cerauno, sovrano egizio